# فردیناند یکم، پادشاه رومانی
فردیناند اول (۲۴ اوت ۱۸۶۵ – ۲۰ ژوئیه ۱۹۲۷) شاه رومانی از ۱۰ اکتبر ۱۹۱۴ تا زمان مرگش در ۱۹۲۷ میلادی بود.

## شاه رومانی
فردیناند در ۱۰ اکتبر ۱۹۱۴ با مرگ عمویش، کارول اول به جای او بر تخت سلطنت رومانی تکیه زد. دوره حکومت او تا ۲۰ ژوئیه ۱۹۲۷ میلادی به طول انجامید. او در ۱۹۲۴ میلادی تبدیل به ۸۶۸مین شوالیه نشان بند جوراب شد.

### جنگ جهانی اول
آغاز حکومت فردیناند اول همزمان شد با آغاز جنگ جهانی اول در اروپا. فردیناند در مراسم تاج‌گذاری خود در پارلمان رومانی گفت:
| « | من مانند یک رومانیایی خوب سلطنت خواهم کرد. | » |

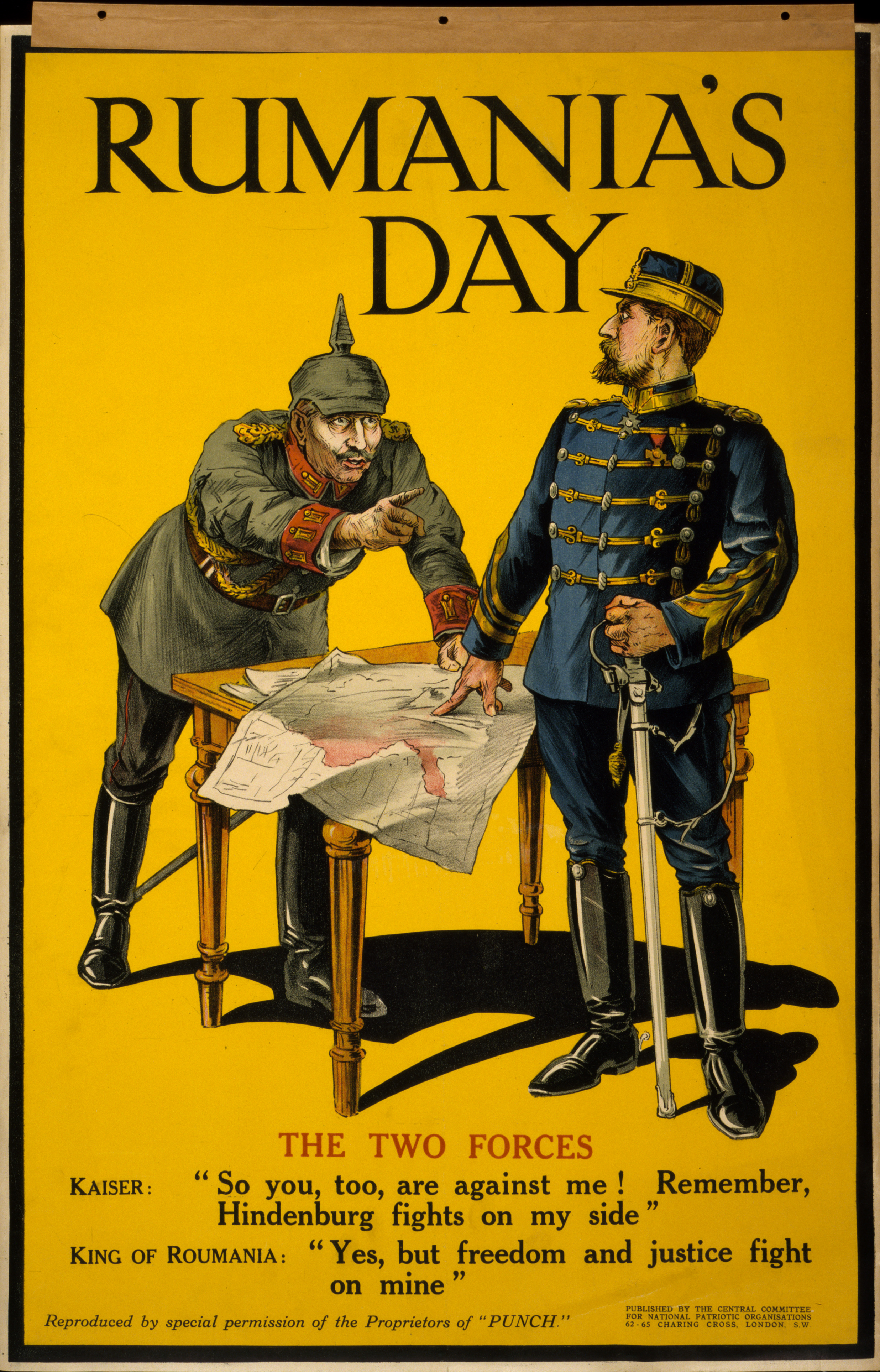
ویلهلم (امپراتور آلمان) و فردیناند (پوستر بریتانیایی جنگ جهانی اول)

با وجود این که رومانی تا اواخر جنگ وارد میدان نشد، والاچیا و دوبرویا که از نواحی مهم این کشور محسوب می‌شدند، توسط قدرت‌های مرکز فتح گردید. رومانی نیز برای دفاع از خود، در ۱۹۱۷ میلادی، دست به حمله‌ای گسترده زد که نزدیک به ۵۰۰٬۰۰۰ سرباز رومانیایی در آن شرکت داشتند و توانست حمله ارتش آلمان به مولدووا را متوقف نماید. زمانی‌که بلشویکهای روسیه تقاضای صلح کردند و عهدنامه برست-لیتوفسک به امضاء رسید، رومانی عملاً توسط قدرت‌های مرکز محاصره شد و مجبور به انعقاد پیمان بخارست گردید؛ این وجود، فردیناند از امضای نهایی این پیمان خودداری ورزید. زمانی که متفقین در جبهه سالونیک پیشروی کردند، بلغارستان (یکی از متحدان آلمان) را وادار به خروج از جنگ کرده و از فردیناند خواستند ارتش رومانی را بسیج کند. رومانی بدین‌گونه دوباره وارد جنگ شد.
نتیجه تلاش رومانی در جنگ تصرف بیسارابیا، بوکوفینا و ترانسیلوانی در ۱۹۱۸ میلادی بود. بدین ترتیب، فردیناند با پیروزی بر قدرت‌های مرکز، صاحب قلمرو وسیعی شد. خصوصاً ضمیمه شدن ترانسیلوانی به رومانی، سرآغاز دوره‌ای جدید در تاریخ رومانی گشت. این فتح و پیروزی بزرگ،وی را به انترگیتورول(یکپارچه کننده) ملقب ساخت و به محبوبیت وی در نزد مردم رومانی بسیار افزود.

### بعد از جنگ جهانی
فردیناند در ۱۹۲۷ میلادی در سینایا درگذشت و نوه کوچکش، میخاییل اول جانشین وی شد. قرار بر این شد که به دلیل سن کم میخاییل (۶ سالگی) سه نفر از اعضای خاندان سلطنتی که یکی از آنان پسر دوم فردیناند یعنی شاهزاده نیکولاس بود، نیابت سلطنت را بر عهده گیرند.

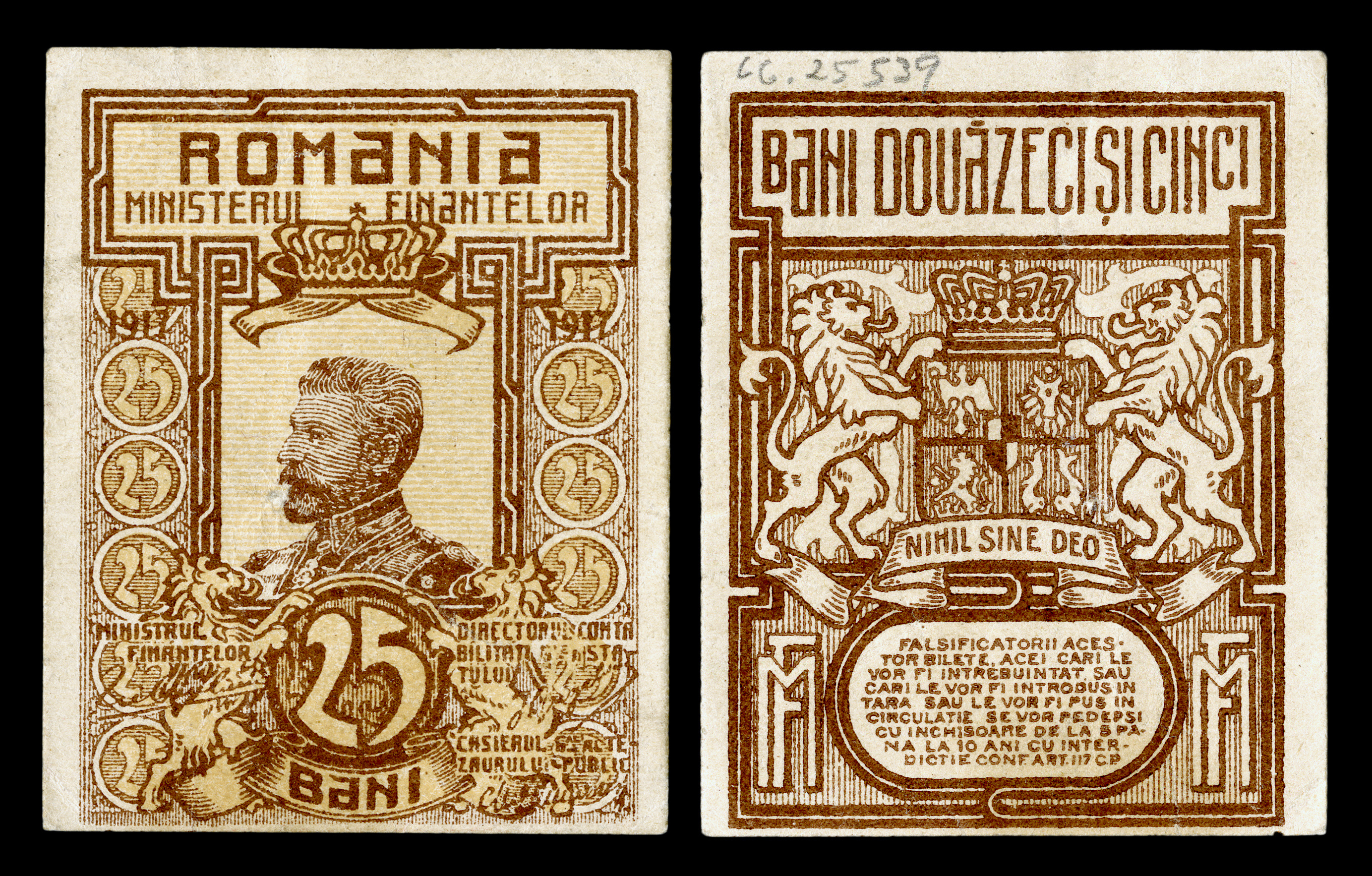
۲۵ بانی - (۳۹ × ۵۱ mm)پول خرد کشور رومانی معروف به سکه‌های کاغذی، موسوم به بانی چاپ شده در سال ۱۹۱۷ میلادی - چهره فردیناند اول رومانی پادشاه این کشور بر روی پول‌های خرد می‌باشد. هر لئوی رومانی برابر ۱۰۰ بانی است.